# Gavin Rees
Gavin Rees est un boxeur gallois né le 10 mai 1980 à Newport.

## Carrière
Passe professionnel en 1998, il devient champion du monde des poids super-légers WBA après sa victoire aux points contre le français Souleymane M'baye le 27 juillet 2007. Battu dès le combat suivant par l'ukrainien Andriy Kotelnik le 22 mars 2008, Rees poursuit sa carrière en poids légers et remporte le titre britannique en 2010 puis le titre européen EBU en 2011. Il échoue en revanche pour le titre mondial WBC face à Adrien Broner le 16 février 2013.